# Löneplan
Löneplan eller lönereglemente var ett system för lönesättning av offentliganställda tjänstemän i Sverige fram till slutet av 1980-talet. Varje tjänst var placerad i en lönegrad eller ett fält av lönegrader (lönefält). Lönegraderna var i sin tur indelade i löneklasser (tjänstetidsklasser) som berodde på anställningstid och tid i respektive tjänst.
Tjänsternas inplacering i lönegrader bestämdes i avtalsförhandlingar medan löneklassen bestämdes av anställningstid. För tjänster med reglerad befordringsgång skedde även uppflyttning av lönegrad efter viss anställningstid. Det fanns även speciell indelning för om tjänster låg i dyrort eller ej.
Systemet standardiserades i Statens allmänna avlöningsreglemente 1 juli 1947 som ersatte ett flertal olika författningar för olika grupper av statstjänstemän. Kommunerna anslöt sig sedan  till detta reglemente för sina tjänstemän.
Exempel på lönegrader för olika tjänster:
- 9 banvakt, brevbärare, vaktmästare
- 15 postexpeditör, sergeant, registrator
- 21 folkskollärare, löjtnant, förste stationsskrivare
- 26 läroverksadjunkt, arkivarie, kapten
- 30 lektor, major
- 33 professor, byråchef, hovrättsråd